# Nargis Fakhri

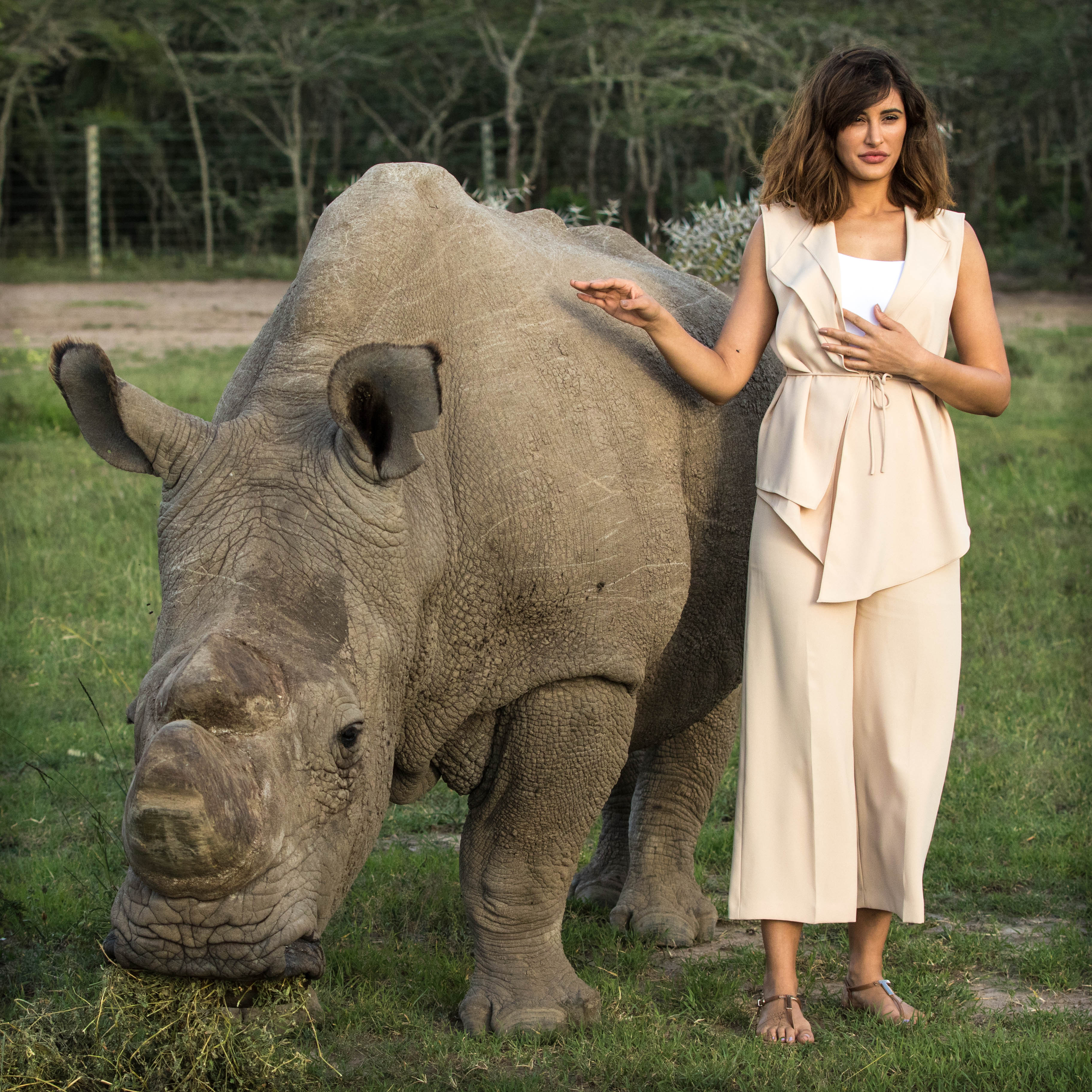
Nargis Fakhri i Sudan, ostatni samiec nosorożca północnego (2015)

Nargis Fakhri (ur. 20 października 1979 w Nowym Jorku) – amerykańska aktorka i modelka, pakistańsko-czeskiego pochodzenia, która wystąpiła m.in. w filmie Agentka i licznych indyjskich produkcjach.

## Filmografia
| Rok  | Tytuł               | Rola                    | Uwagi |
| ---- | ------------------- | ----------------------- | ----- |
| 2011 | Rockstar            | Heer Kaul               |       |
| 2013 | Madras Cafe         | Jaya Sahni              |       |
| 2014 | Main Tera Hero      | Ayesha Shingal          |       |
| 2014 | Kick                | Angel                   |       |
| 2015 | Agentka             | Lia                     |       |
| 2016 | Azhar               | Sangeeta Bijlani        |       |
| 2016 | Housefull 3         | Saraswati "Sarah" Patel |       |
| 2016 | Dishoom             | Samaira Dalal           | Cameo |
| 2016 | Banjo               | Christina (Chris)       |       |
| 2018 | 5 Weddings          | Shania Dhaliwal         |       |
| 2019 | Amavas              | Ahaana                  |       |
| 2020 | Torbaaz             | Ayesha                  |       |
| 2022 | Shiv Shastri Balboa | Siya                    |       |